# 滋贺短期大学

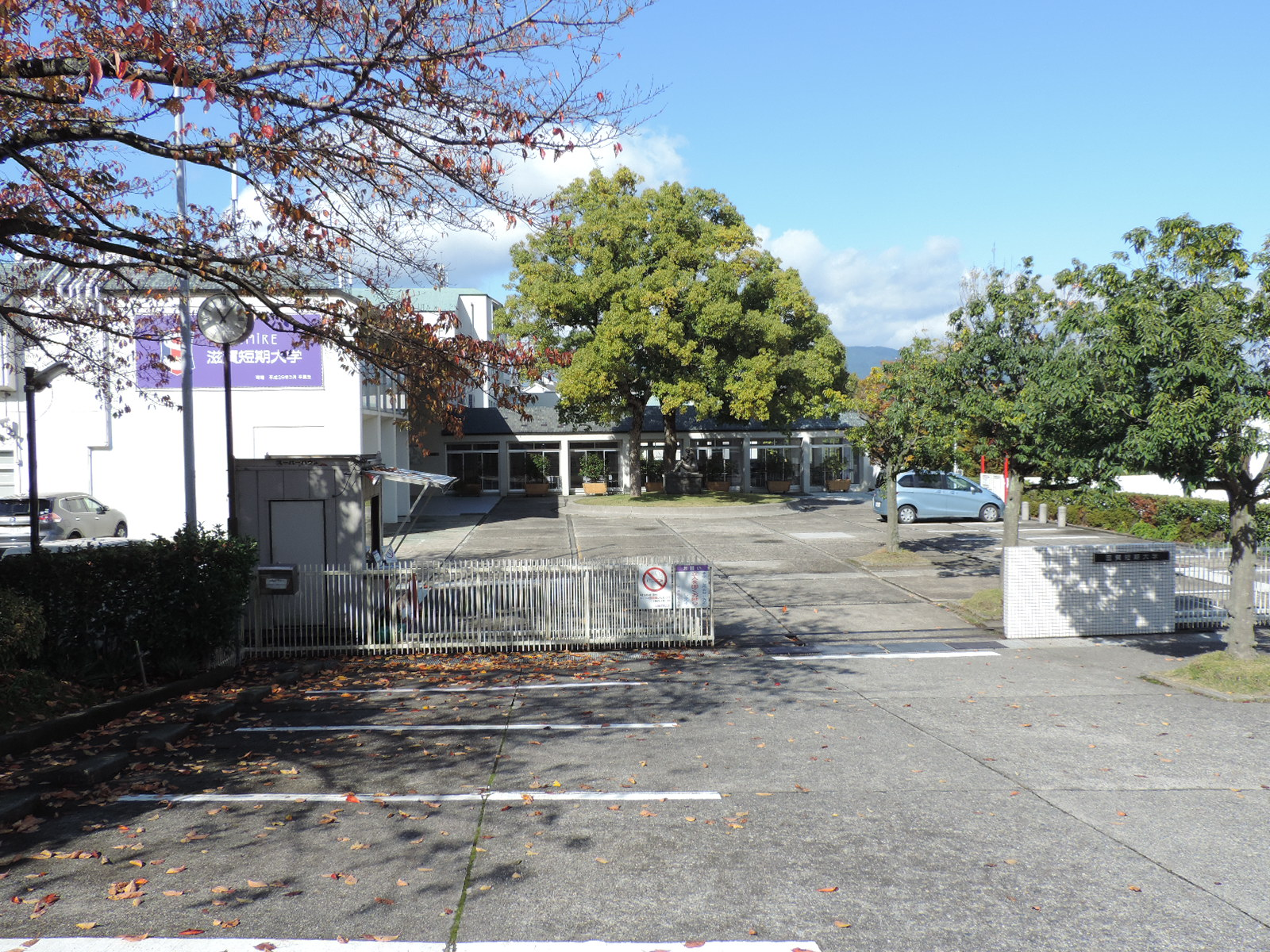

滋贺短期大学（日语：／ Shiga Tankidaigaku *），简称滋贺短（しがたん），是一所位于日本滋贺县大津市的私立短期大学。

## 概要

### 简介
- 学校最早可以追溯到1918年即中野富美创办的缝紉学校。财团法人纯美礼学园成立于1944年、短期大学为于1970年开办由学校法人纯美礼学园经营[1][2]。为男女同校从2008年[3][1]。「心技合一」为办学精神[4]。

### 历史
- 1970年 滋贺女子短期大学成立并同时设置两个学科、以下列举。
  - 服饰学科
  - 幼儿教育学科
- 1987年 秘书科成立。
- 1991年 服飾学科改编为生活学科。
- 2000年 秘书科改编为商务交流学科[注 1]。
- 2008年 改校名为滋贺短期大学、开始招男学生[1]。

### 宪章
- 请参看滋贺短期大学的标志 （页面存档备份，存于） （日語） 2015年1月6日阅览。

## 学校环境
- 校区：在滋贺县大津市

## 历任校长
- 松原武夫：第一代短期大学校长[5]。
- 佐藤尚武：现在短期大学校长[4]。

## 组织

### 学科
- 生活学科
  - 生活创造课程
  - 饮食健康课程(营养师培养课程)
  - 糖果大师课程
- 幼儿教育保育学科
- 商务交流学科[注 1]

### 专科
| - 没有 |

### 业余课程
| - 没有 |

### 附属学校
- 高等学校[6]
- 幼儿园[7]

### 附属机关
| - 图书馆 - 乳幼儿总合研究所 |

## 相关链接
- 日本短期大学列表